# 杉木奈々
杉木 奈々（すぎき なな、1993年7月14日 - ）は、日本のフィギュアスケート選手（アイスダンス・シンクロナイズドスケーティング）。
2008年、2012年全日本ジュニア選手権優勝。2007年全日本選手権2位。

## 経歴
神奈川県出身。青森山田高等学校卒業。青山学院大学卒業。
長野オリンピックが開催された1998年よりスケートを習い始め、小学校2年生のときにアイスダンスを始める。
2007-08シーズン、湯澤綾人とペアを組み、初出場の全日本ジュニア選手権で2位となる。2008-09シーズン、水谷太洋とペアを組み、全日本ジュニア選手権で初優勝し、同年の全日本選手権では2位入賞する。
2009-10シーズンよりアイスダンスからシンクロナイズドスケーティングへ転向し、2010年の世界シンクロナイズドスケーティング選手権に出場し10位となる。2011年の世界シンクロナイズドスケーティング選手権では12位となった。
2012-13シーズンより野口博一とカップルを組んでアイスダンスに復帰し、再び全日本ジュニア選手権で優勝する。
2013年8月、抜き打ちの薬物検査で利尿剤のフロセミドが検出されたため、ドーピング違反として9月12日から3カ月の資格停止処分を科された。

## 主な戦績
- 2007-08は湯澤綾人とのカップル
- 2008-09は水谷太洋とのカップル
- 2012-13は野口博一とのカップル